# Guardami adesso
Guardami adesso è un singolo del rapper italiano Noyz Narcos, pubblicato il 28 maggio 2021. Il brano vede la collaborazione dei rapper Ketama126 e Speranza.

## Tracce
Testi di Emanuele Frasca, Piero Baldini e Ugo Scicolone, musiche di Sine.
1. Guardami adesso (feat. Ketama126 e Speranza) – 3:03